# Li Jianrou
Li Jianrou (李坚柔S; Jilin, 15 agosto 1986) è una pattinatrice di short track cinese, campionessa olimpica dei 500 metri ai Giochi di Soči 2014.

## Palmarès

### Olimpiadi
- 1 medaglia:
  - 1 oro (500 m a Soči 2014).

### Mondiali
- 5 medaglie:
  - 4 ori (staffetta 3000 m a Sheffield 2011; classifica generale, 1500 m e staffetta 3000 m a Shanghai 2012);
  - 1 argento (1000 m a Shanghai 2012).